# Discipline Global Mobile
Pour les articles homonymes, voir DGM.
 (avril 2021).
Si vous disposez d'ouvrages ou d'articles de référence ou si vous connaissez des sites web de qualité traitant du thème abordé ici, merci de compléter l'article en donnant les références utiles à sa vérifiabilité et en les liant à la section « Notes et références ».
Discipline Global Mobile (DGM) est un label indépendant britannique fondé par Robert Fripp et David Singleton en 1992 sous le nom de Discipline Records, puis renommé en 1994 sous son nom actuel.

## Artistes à avoir publié sur DGM
- Robert Fripp (Albums sols, Soundscape)
- Fripp & Eno
- Robert Fripp String Quintet
- David Sylvian & Robert Fripp (Rééditions)
- Jakszyk, Fripp & Collins
- King Crimson
- The ProjeKcts (Sous groupe de King Crimson)
- The Vicar
- Adrian Belew
- BPM&M
- Bill Bruford (Avec Ralph Towner & Eddie Gomez)
- Bill Bruford’s Earthworks
- Bruford Levin Upper Extremities
- California Guitar Trio
- Europa String Choir
- Tony Geballe
- Gitbox
- Trey Gunn
- Peter Hammill
- Steve Hancoff
- Jacob Heringman
- John Paul Jones
- Tony Levin
- Los Gauchos Alemanes
- Mr McFall's Chamber
- Bill Nelson
- Opus 20
- Juan Carlos Quintero
- The Rosenbergs
- Ten Seconds